# 韋迪堡

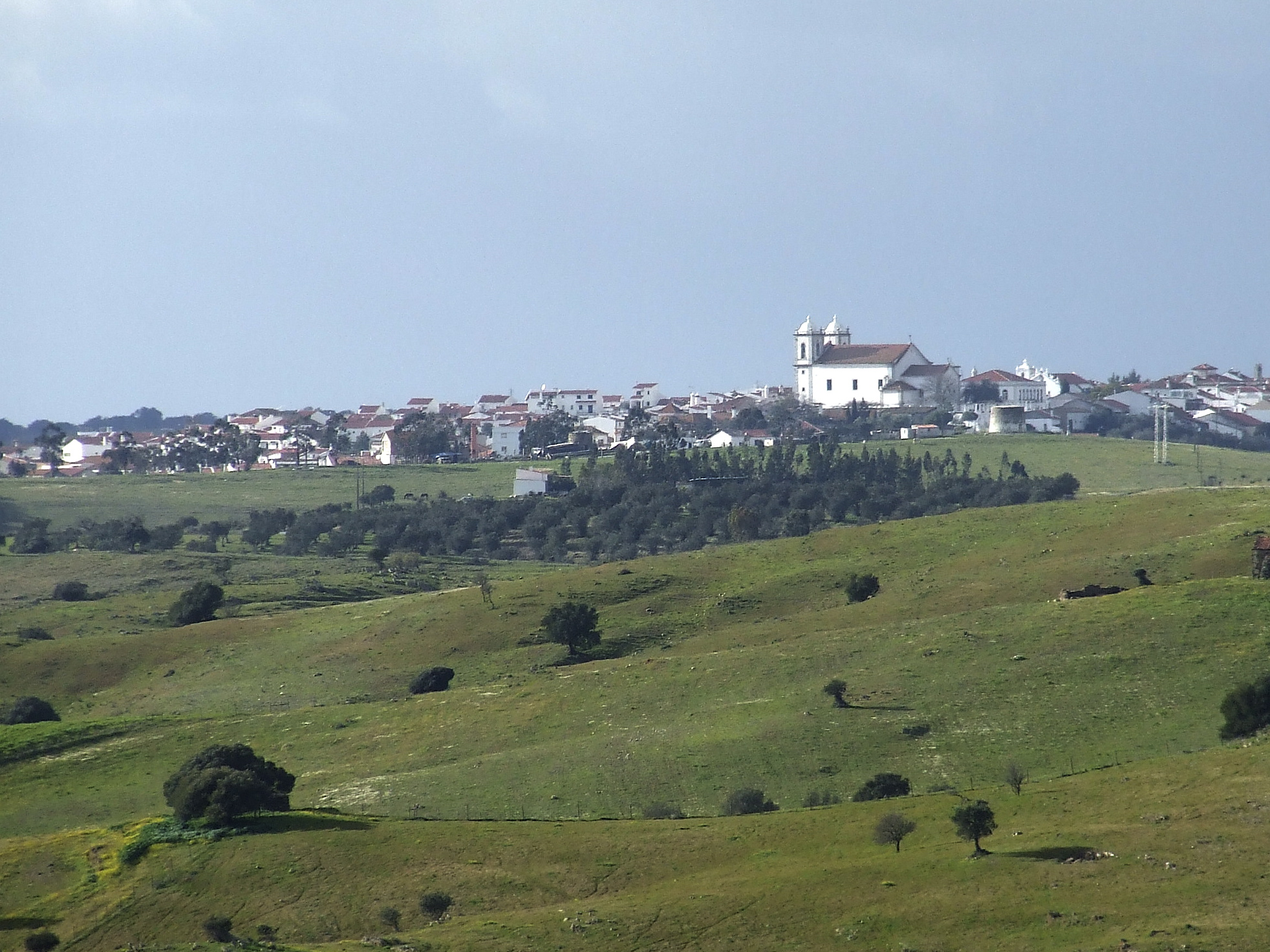

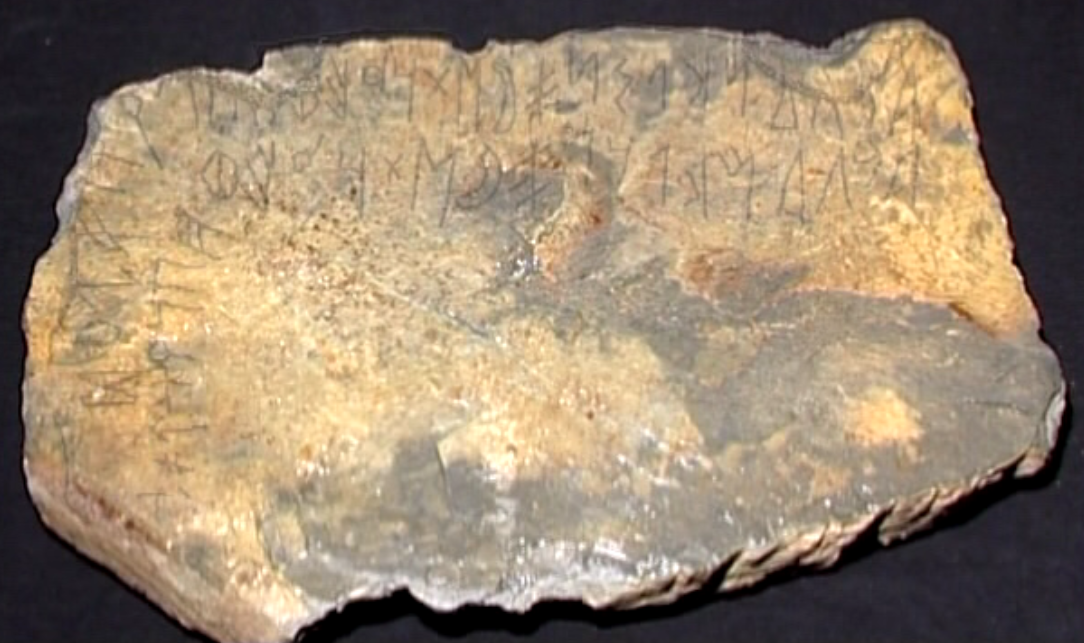

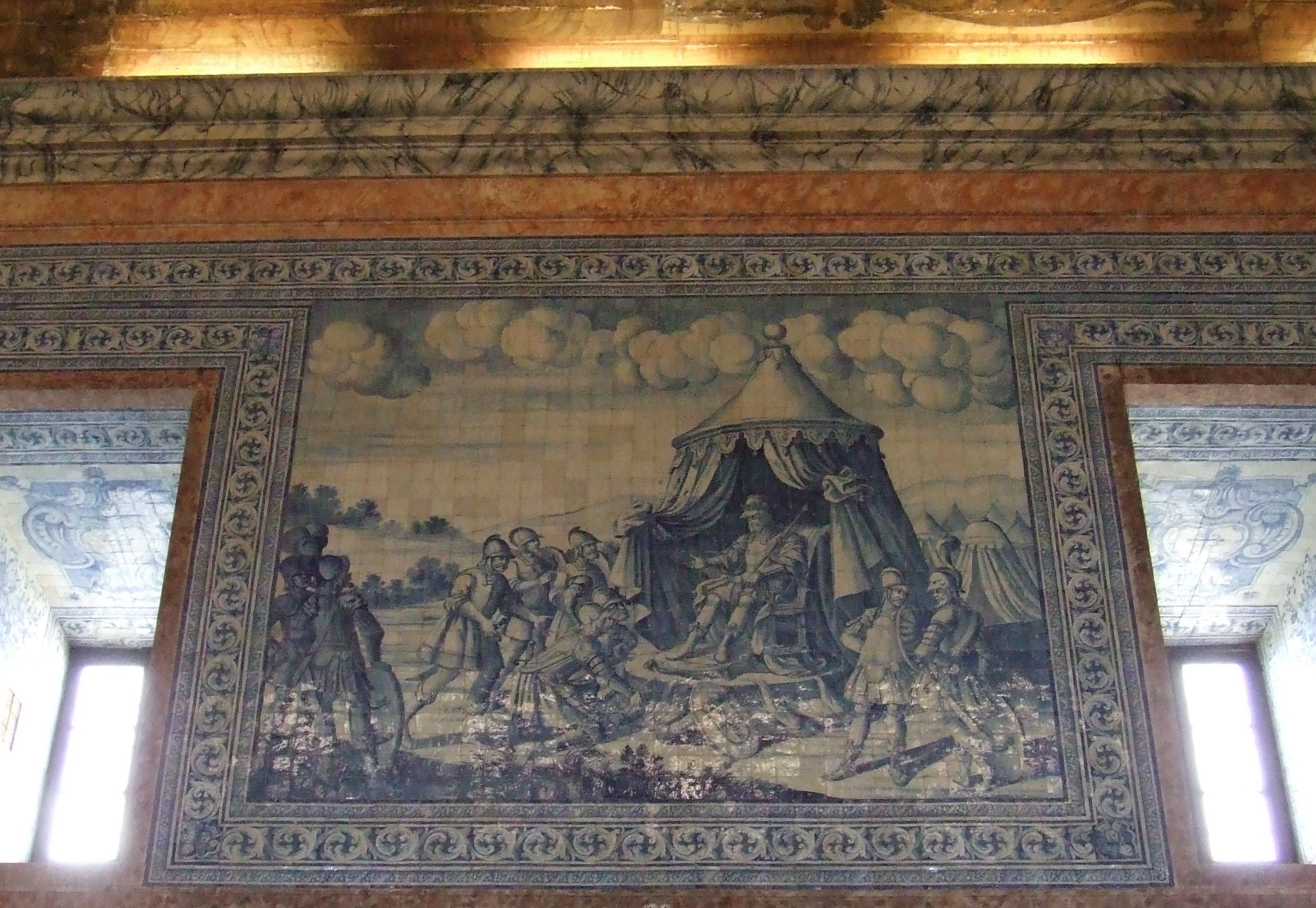

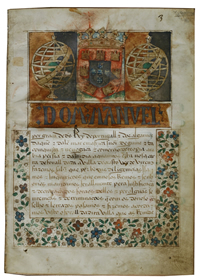

37°42′15″N 8°1′23″W / 37.70417°N 8.02306°W
韋迪堡（葡萄牙語：Castro Verde），是葡萄牙的城鎮，位於該國南部，由貝雅區負責管轄，始建於1510年9月20日，面積569.44平方公里，海拔高度180米，2011年人口7,276，人口密度每平方公里13人。